# Lucemburská ústava
Lucemburská ústava (lucembursky: Lëtzebuerger Constitutioun/Verfassung; francouzsky: Constitution du Grand-Duché de Luxembourg; německy: Luxemburgische Verfassung) je nejvyšší zákon Lucemburského velkovévodství. Moderní ústava byla přijata 17. října 1868.
Zatímco ústava z roku 1868 znamenala radikální změnu v ústavním uspořádání Lucemburska, technicky se jednalo o dodatek původní ústavy. Původní ústava byla vyhlášena 12. října 1841, vstoupila v platnost 1. ledna 1842 a výrazně změněna byla 20. března 1848 a znovu 27. listopadu 1856.

## Seznam pozměňovacích návrhů
- 15. května 1919 – Národní suverenita byla přenesena z panovníka na národ (francouzsky: La puissance souveraine réside dans la Nation) (článek 32). Opětovně byly potvrzeny pravomoci monarchy velet ozbrojeným silám a podepisovat mezinárodní smlouvy, pokud smlouva nebyla tajná a sněmovna ji ratifikovala (článek 37).[6]
- 28. dubna 1948 – Velkovévodství bylo definováno jako „svobodný, nezávislý a nedělitelný stát“ (francouzsky: un État libre, indépendant et indivisible), čímž se odstranila zmínka o jeho dlouhodobé politické neutralitě (článek 1).[7]
- 6. května 1948[8]
- 15. května 1948 – Volební právo bylo omezeno na lucemburské občany žijící v Lucembursku ve věku nad 21 let, kteří mají svá plná politická práva. Kandidáti museli mít minimálně 25 let (článek 52). [9]
- 21. května 1948[10]
- 27. července 1956[11]
- 25. října 1956[12]
- 27. ledna 1972[13]
- 13. června 1979[14]
- 25. listopadu 1983[15]
- 20. prosince 1988[16]
- 31. března 1989[17]
- 20. dubna 1989[18]
- 13. června 1989[19]
- 16. června 1989[20]
- 19. června 1989[21]
- 23. prosince 1994[22]
- 12. července 1996[23]
- 12. ledna 1998[24]
- 29. dubna 1999[25]
- 2. června 1999[26]
- 8. srpna 2000[27]
- 18. února 2003[28]
- 19. prosince 2003[29]
- 26. května 2004[30]
- 19. listopadu 2004[31]
- 21. června 2005[32]
- 1. června 2006[33]
- 13. července 2006[34]
- 29. března 2007[35]
- 24. října 2007[36]
- 31. března 2008[37]
- 23. října 2008[38]
- 12. března 2009 - Panovník pouze vydává, neschvaluje / neautorizuje zákony.[39]
- 18. října 2016[40]